# Eumops dabbenei
Eumops dabbenei је врста сисара из реда слепих мишева (Chiroptera) и породице Molossidae.

## Распрострањење
Ареал врсте покрива средњи број држава. Врста је присутна у Бразилу, Аргентини, Венецуели, Колумбији, Боливији и Парагвају.

## Станиште
Станишта врсте су шуме и саване.

## Угроженост
Ова врста није угрожена, и наведена је као последња брига јер има широко распрострањење.